# Karīm Sarā
Karīm Sarā (persiska: کریم سرا) är en ort i Iran.   Den ligger i provinsen Gilan, i den nordvästra delen av landet, 300 km nordväst om huvudstaden Teheran. Karīm Sarā ligger 40 meter över havet och antalet invånare är 495.
Terrängen runt Karīm Sarā är varierad. Närmaste större samhälle är Hashtpar, 10,1 km nordväst om Karīm Sarā. I omgivningarna runt Karīm Sarā växer i huvudsak blandskog.